# Mačvanska Mitrovica
Mačvanska Mitrovica (srpski: Мачванска Митровица, mađarski: Szenternye) je grad u Vojvodini, u Srbiji.

## Zemljopisni položaj
Nalazi se na 44° 57' 56" sjeverne zemljopisne širine i 19° 35' 53" istočne zemljopisne dužine, preko rijeke Srijemskoj Mitrovici.

## Upravna podjela
Mačvanska Mitrovica se nalazi u Srijemskom okrugu, iako se zemljopisno nalazi u Mačvi, s druge strane rijeke.
S naseljima Noćaj, Salaš Noćajski, Radenković, Ravnje i Zasavica, iako su Mačvi, upravno pripadaju Vojvodini.

## Gospodarstvo
Značajnu ulogu imalo je i ima brodogradnja, brodogradilište Vahali, nekadašnja Sava (DTSG Sava Shipyard), koje je u novije vrijeme obnovila nizozemska tvrtka Vahali, a proizvode se teretni brodovi i kruzeri. Jedan od takvih brodova je Sunna., izgrađen 1993. koji plovi pod zastvaom Farskih otoka.
U brodoghradilištu je izgrađeno 344 broda koji plove svim morima pod zastavama 14 zemalja

## Stanovništvo
Naselje ima oko 3900 stanovnika, većinom Srba.